# مار موش‌خوار روسی
مار موش‌خوار روسی (نام علمی: Elaphe schrenckii) نام یک گونه از تیره قمچه‌ماران است.